# Copa Votorantim de 2019
A Copa Votorantim de 2019, então denominada como Copa Brasil Infantil, foi a 24.ª edição deste evento esportivo, um torneio nacional de futebol masculino sub-15 organizado pela Prefeitura de Votorantim.
O torneio compreendeu quatro distintas fases e envolveu a participação de um total de 16 clubes, ocorrendo no período de 17 a 27 de janeiro. A fase inicial consistiu na divisão dos participantes em quatro grupos, nos quais os clubes enfrentaram seus oponentes da mesma chave em partidas de turno único. Nas fases subsequentes, a determinação dos avançados para a fase seguinte baseou-se no resultado de partidas únicas, culminando na redução progressiva do número de clubes a cada fase até a disputa da final.
O título da edição foi conquistado pelo Avaí, que venceu a decisão contra o Internacional pelo placar de 2 a 1. Este triunfo marcou o primeiro título na história do clube neste torneio.

## Formato e participantes
Em outubro de 2018, a organização divulgou alterações em sua estrutura devido à redução de recursos orçamentários, as quais incluíram a redução de gastos associados à hospedagem, provisão de equipamentos e alimentação. Um adicional corte foi implementado na infraestrutura das arquibancadas do estádio Domênico Paolo Metidieri e, como medida para mitigar essa situação, a prefeitura estabeleceu uma colaboração com o SESI de Votorantim. Consequentemente, os jogos das fases decisivas foram exclusivamente realizados nas instalações do SESI, enquanto o estádio recebeu partidas da fase inicial, particularmente aquelas com menor presença de público.
Considerando o contexto de redução de recursos, uma parcela dos principais clubes optou por não participar da competição, entre eles o São Paulo, detentor do maior número de títulos, o Corinthians, bicampeão, e o atual campeão, Palmeiras. A edição também não registrou a participação de clubes do Rio de Janeiro e de Minas Gerais. Por outro lado, esta edição marcou o primeiro evento em que houve representação de todas as regiões do Brasil, incluindo clubes que já alcançaram êxito na competição, como Coritiba, Grêmio e Internacional. A exemplo das edições anteriores, a edição de 2019 da Copa Votorantim foi disputada por 16 clubes, divididos em quatro grupos.
| Federação         | Participantes         | Títulos         | Ref.  |
| ----------------- | --------------------- | --------------- | ----- |
| Amazonas          | Atlético Amazonense   | —               | [ 5 ] |
| Goiás             | Goiás                 | —               | [ 5 ] |
| Goiás             | Vila Nova             | —               | [ 5 ] |
| Paraná            | Coritiba              | 1 (2012)        | [ 5 ] |
| Paraná            | Paraná                | —               | [ 5 ] |
| Pernambuco        | Sport                 | —               | [ 5 ] |
| Rio Grande do Sul | Internacional         | 2 (2009 e 2011) | [ 5 ] |
| Rio Grande do Sul | Grêmio                | 2 (2008 e 2010) | [ 5 ] |
| Santa Catarina    | Avaí                  | —               | [ 5 ] |
| Santa Catarina    | Criciúma              | —               | [ 5 ] |
| Santa Catarina    | Figueirense           | —               | [ 5 ] |
| São Paulo         | Ituano                | —               | [ 5 ] |
| São Paulo         | Ponte Preta           | —               | [ 5 ] |
| São Paulo         | Red Bull Brasil       | —               | [ 5 ] |
| São Paulo         | Seleção de Votorantim | —               | [ 5 ] |
| São Paulo         | Votoraty              | —               | [ 5 ] |

## Primeira fase
O jogo de abertura da Copa Votorantim de 2019 ocorreu em 17 de janeiro, envolvendo a Seleção de Votorantim e o Criciúma, e terminou em empate sem gols. No mesmo grupo, o Goiás triunfou sobre a Ponte Preta. Contudo, o resultado favorável do clube esmeraldino foi revertido na rodada subsequente, quando sofreu uma derrota por 4 a 0 para o Criciúma. O empate sem gols entre Ponte Preta e Votorantim manteve a disputa em aberto para a última rodada. O Goiás assegurou a classificação como líder do grupo ao derrotar o Votorantim, enquanto a Ponte Preta obteve vitória sobre o Criciúma. No entanto, o clube catarinense conquistou a classificação devido ao saldo de gols.
No grupo B, Internacional e Sport garantiram a classificação após a conclusão da segunda rodada, com ambas as equipes vencendo seus dois primeiros jogos. A liderança foi definida apenas na terceira rodada, com o time gaúcho conquistando-a. Um cenário semelhante ocorreu no grupo D. O Avaí encerrou a fase com aproveitamento de 100%, enquanto o Coritiba assegurou a segunda posição do grupo, acumulando 6 pontos.
O grupo C foi caracterizado pelo equilíbrio, com três clubes encerrando a fase empatados com 5 pontos cada. O Votoraty, representante da cidade-sede da competição, conquistou a primeira colocação devido a um saldo de gols superior. Por outro lado, o empate entre Grêmio e Vila Nova foi desfeito com base no número de gols marcados, resultando na vantagem para a equipe gaúcha.

## Fases finais
Os dois primeiros jogos das quartas de final ocorreram em 22 de janeiro e culminaram com as classificações de Criciúma e Grêmio. O clube gaúcho conquistou uma vitória expressiva sobre o Goiás por 4 a 0, enquanto o time catarinense eliminou o Votoraty com um placar de 2 a 1. No dia seguinte, mais uma vez um clube catarinense e um gaúcho garantiram suas classificações. O Avaí e o Internacional eliminaram, respectivamente, o Sport e o Coritiba, ambos com placares de 2 a 0.
Os confrontos das semifinais entre Avaí e Grêmio, e Criciúma e Internacional, ocorreram em 25 de janeiro. No primeiro jogo, o Avaí assegurou sua classificação ao vencer por 2 a 0, encerrando assim as possibilidades de um clássico Grenal na final. Em seguida, o Internacional foi responsável por extinguir as chances de um clássico catarinense ao vencer por 2 a 1.
Em 27 de janeiro, o Avaí conquistou o título inédito ao derrotar o Internacional no campo do Sesi. O clube catarinense abriu o placar com Gustavo aos 29 minutos do primeiro tempo. No segundo tempo, Léo Martins ampliou a vantagem, enquanto Thauan Lara descontou para o Internacional.
|  | Quartas de final | Quartas de final |          |   | Semifinais | Semifinais |  |  | Final | Final |
|  |                  |                  |          |   |            |            |  |  |       |       |
|  |                  |                  |          |   |            |            |  |  |       |       |
|  |                  |                  |          |   |            |            |  |  |       |       |
|  | Goiás            | 0                |          |   |            |            |  |  |       |       |
|  | Goiás            | 0                |          |   |            |            |  |  |       |       |
|  | Grêmio           | 4                |          |   |            |            |  |  |       |       |
|  | Grêmio           | 4                | Grêmio   | 0 |            |            |  |  |       |       |
|  |                  |                  | Grêmio   | 0 |            |            |  |  |       |       |
|  |                  | Avaí             | 2        |   |            |            |  |  |       |       |
|  | Avaí             | Avaí             | 2        | 2 |            |            |  |  |       |       |
|  | Avaí             |                  |          | 2 |            |            |  |  |       |       |
|  | Sport            | 0                |          |   |            |            |  |  |       |       |
|  | Sport            | 0                | Avaí     | 2 |            |            |  |  |       |       |
|  |                  |                  | Avaí     | 2 |            |            |  |  |       |       |
|  |                  | Internacional    | 1        |   |            |            |  |  |       |       |
|  | Votoraty         | Internacional    | 1        | 1 |            |            |  |  |       |       |
|  | Votoraty         |                  |          | 1 |            |            |  |  |       |       |
|  | Criciúma         | 2                |          |   |            |            |  |  |       |       |
|  | Criciúma         | 2                | Criciúma | 1 |            |            |  |  |       |       |
|  |                  |                  | Criciúma | 1 |            |            |  |  |       |       |
|  |                  | Internacional    | 2        |   |            |            |  |  |       |       |
|  | Internacional    | Internacional    | 2        | 2 |            |            |  |  |       |       |
|  | Internacional    |                  |          | 2 |            |            |  |  |       |       |
|  | Coritiba         | 0                |          |   |            |            |  |  |       |       |
|  | Coritiba         | 0                |          |   |            |            |  |  |       |       |

- As equipes classificadas estão em negrito.

### Gerais
- «Confira a tabela de jogos da Copa Brasil Infantil de Votorantim 2019». GloboEsporte.com. 14 de janeiro de 2019. Consultado em 15 de março de 2024. Cópia arquivada em 10 de dezembro de 2022
- «Boletim diário da 24ª Copa Votorantim de Futebol Sub-15 de 2019» (PDF). Prefeitura de Votorantim. Consultado em 15 de março de 2024. Cópia arquivada (PDF) em 16 de março de 2024

### Específicas
1. ↑  André Palma Ribeiro (27 de janeiro de 2019). «AVAÍ É CAMPEÃO DA COPA BRASIL INFANTIL EM VOTORANTIM». Avaí Futebol Clube. Consultado em 16 de março de 2024. Cópia arquivada em 16 de março de 2024
2. 1 2  Kaká Martins (25 de outubro de 2018). «Novidades na Copinha de 2019». Gazeta de Votorantim. Consultado em 15 de março de 2024. Arquivado do original em 13 de março de 2019
3. ↑  «Sem Trio de Ferro e cariocas, mas com Gre-Nal, Copa Brasil Sub-15 define participantes». GloboEsporte.com. 7 de dezembro de 2018. Consultado em 15 de março de 2024. Cópia arquivada em 10 de dezembro de 2022
4. ↑  «Copa Votorantim de Futebol Sub-15 começa nesta quinta-feira (17)». Cruzeiro do Sul. 17 de janeiro de 2019. Consultado em 15 de março de 2024. Cópia arquivada em 5 de fevereiro de 2019
5. ↑  «Tudo pronto para a 24ª Copa Votorantim de Futebol Sub-15». Prefeitura de Votorantim. 16 de janeiro de 2019. Consultado em 15 de março de 2024. Cópia arquivada em 16 de março de 2024
6. ↑  «Seleção de Votorantim e Criciúma empatam em 0 a 0 na abertura da Copa Votorantim». Prefeitura de Votorantim. 17 de janeiro de 2019. Consultado em 15 de março de 2024. Cópia arquivada em 16 de março de 2024
7. ↑  «Grêmio e Internacional vencem na primeira rodada da Copa Brasil Infantil». GloboEsporte.com. 18 de janeiro de 2019. Consultado em 15 de março de 2024. Cópia arquivada em 10 de dezembro de 2022
8. 1 2  «Internacional e Sport avançam em tarde de goleada na Copa Brasil Infantil; Grêmio empata». GloboEsporte.com. 19 de janeiro de 2019. Consultado em 15 de março de 2024. Cópia arquivada em 10 de dezembro de 2022
9. 1 2 3 4  «Definidos os confrontos das quartas de final da Copa Brasil Infantil de Votorantim». GloboEsporte.com. 20 de janeiro de 2019. Consultado em 15 de março de 2024. Cópia arquivada em 10 de dezembro de 2022
10. ↑  «Grêmio goleia Goiás e está na semifinal da Copa Brasil Infantil de Votorantim». GloboEsporte.com. 22 de janeiro de 2019. Consultado em 16 de março de 2024. Cópia arquivada em 19 de dezembro de 2021
11. ↑  «Internacional vence Coritiba e vai à semi da Copa Brasil Infantil de Votorantim». GloboEsporte.com. 23 de janeiro de 2019. Consultado em 16 de março de 2024. Cópia arquivada em 10 de dezembro de 2022
12. ↑  «Internacional e Avaí fazem a final da Copa Brasil Infantil de Votorantim». GloboEsporte.com. 25 de janeiro de 2019. Consultado em 16 de março de 2024. Cópia arquivada em 10 de dezembro de 2022
13. ↑  «Avaí vence o Inter e conquista a Copa Votorantim de Futebol Sub-15». Cruzeiro do Sul. 27 de janeiro de 2019. Consultado em 16 de março de 2024. Cópia arquivada em 6 de fevereiro de 2019